# Juscha (Stadt)
Juscha (russisch Южа) ist eine Stadt in der Oblast Iwanowo (Russland) mit 12.500 Einwohnern (Stand 2024).

## Geografie
Die Stadt liegt etwa 95 km südöstlich der Oblasthauptstadt Iwanowo am kleinen See Wjasal im Einzugsbereich der Wolga.
Juscha ist Verwaltungszentrum des gleichnamigen Rajons.

## Geschichte
Eine Siedlung in der Gegend der heutigen Stadt ist seit dem Anfang des 15. Jahrhunderts bekannt. In einer Schenkungsurkunde des Fürsten Poscharski, eines Vorfahren von Dmitri Poscharski von 1557 wird die Gegend als Juschski rubesch erwähnt (abgeleitet vom finno-ugrischen Wort jug für Fluss; rubesch ist ein russisches Wort für Grenze).
Ein Dorf namens Juscha wurde erstmals 1628 erwähnt.
1860 entstand eine Fabrik für Baumwollstoffe mit zugehöriger Arbeitersiedlung.
1925 wurde das Stadtrecht verliehen.

### Bevölkerungsentwicklung
| Jahr | Einwohner |
| ---- | --------- |
| 1926 | 12.900    |
| 1939 | 21.586    |
| 1959 | 23.066    |
| 1970 | 23.843    |
| 1979 | 22.099    |
| 1989 | 20.892    |
| 2002 | 15.636    |
| 2010 | 14.170    |

Anmerkung: Volkszählungsdaten (1926 gerundet)

## Kultur und Sehenswürdigkeiten
Zehn Kilometer westlich der Stadt liegt im Rajon Juscha an der Tesa, einem linken Nebenfluss der Kljasma, das Dorf Cholui, einer der drei für ihre volkstümliche Lackmalerei berühmten Orte der Gegend; die anderen sind das südlich gelegene Mstjora sowie Palech weiter nördlich. Dort befindet sich ein Museum der Choluier Kunst, in welchem neben Lackmalerei ebenfalls hier hergestellte Stickereien zu sehen sind.

## Wirtschaft und Infrastruktur
In Juscha gibt es Betriebe der Textil- und holzverarbeitenden Industrie. In der Umgebung wird in bedeutendem Umfang Torf abgebaut.
Die nächstgelegene Eisenbahnstation befindet sich im etwa 40 Kilometer südlich gelegenen Wjasniki an der Strecke Moskau–Nischni Nowgorod, bereits in der Oblast Wladimir. Nach Wjasniki besteht eine Straßenverbindung, ebenso in Richtung Schuja.
Ab 1901 entstand um Juscha ein Schmalspurbahnnetz zunächst hauptsächlich für den Torftransport. Es wuchs allmählich mit dem Netz um Balachna in der Oblast Nischni Nowgorod zusammen und erreichte in westlicher Richtung die Stadt Schuja. Das Gesamtnetz mit einer Länge von etwa 360 Kilometern in den 1970er Jahren und einem seiner wichtigsten Bahnhöfe in Juscha war eines der bedeutendsten in der Sowjetunion. In der dünn besiedelten sumpfigen Gegend mit relativ weitmaschigem Straßennetz spielte die Schmalspurbahn eine wichtige Rolle auch im Personenverkehr. Ab Ende der 1980er Jahre erlebte das Netz seinen Niedergang; 2004 wurde der letzte Streckenabschnitt stillgelegt.